# Kool & the Gang/Diskografie
Diese Diskografie ist eine Übersicht über die musikalischen Werke der US-amerikanischen Funk-Musikgruppe Kool & the Gang. Den Schallplattenauszeichnungen zufolge hat sie bisher mehr als 22,5 Millionen Tonträger verkauft, davon alleine in ihrer Heimat über 18,5 Millionen. Ihre erfolgreichste Veröffentlichung ist das Album Emergency mit über 2,3 Millionen verkauften Einheiten.

## Alben

### Studioalben
| Jahr | Titel                      | Höchstplatzierung, Gesamtwochen, AuszeichnungChartplatzierungen (Jahr, Titel, Platzierungen, Wochen, Auszeichnungen, Anmerkungen) | Höchstplatzierung, Gesamtwochen, AuszeichnungChartplatzierungen (Jahr, Titel, Platzierungen, Wochen, Auszeichnungen, Anmerkungen) | Höchstplatzierung, Gesamtwochen, AuszeichnungChartplatzierungen (Jahr, Titel, Platzierungen, Wochen, Auszeichnungen, Anmerkungen) | Höchstplatzierung, Gesamtwochen, AuszeichnungChartplatzierungen (Jahr, Titel, Platzierungen, Wochen, Auszeichnungen, Anmerkungen) | Höchstplatzierung, Gesamtwochen, AuszeichnungChartplatzierungen (Jahr, Titel, Platzierungen, Wochen, Auszeichnungen, Anmerkungen) | Anmerkungen                                                    |
| Jahr | Titel                      | DE | AT | CH | UK | US | Anmerkungen                                                    |
| ---- | -------------------------- | --- | --- | --- | --- | --- | -------------------------------------------------------------- |
| 1969 | Kool and the Gang          | — | — | — | — | — | Erstveröffentlichung: Dezember 1969                            |
| 1972 | Music Is the Message       | — | — | — | — | — | Erstveröffentlichung: Juli 1972                                |
| 1972 | Good Times                 | — | — | — | — | US142 (7 Wo.)US | Erstveröffentlichung: November 1972                            |
| 1973 | Wild and Peaceful          | — | — | — | — | US33 Gold · (60 Wo.)US | Erstveröffentlichung: September 1973 Verkäufe: + 500.000       |
| 1974 | Light of Worlds            | — | — | — | — | US63 Gold · (34 Wo.)US | Erstveröffentlichung: September 1974 Verkäufe: + 500.000       |
| 1975 | Spirit of the Boogie       | — | — | — | — | US48 (14 Wo.)US | Erstveröffentlichung: August 1975                              |
| 1976 | Love & Understanding       | — | — | — | — | US68 (20 Wo.)US | Erstveröffentlichung: März 1976                                |
| 1976 | Open Sesame                | — | — | — | — | US110 (18 Wo.)US | Erstveröffentlichung: Oktober 1976                             |
| 1977 | The Force                  | — | — | — | — | US142 (7 Wo.)US | Erstveröffentlichung: Dezember 1977                            |
| 1978 | Everybody’s Dancin’        | — | — | — | — | — | Erstveröffentlichung: Oktober 1978                             |
| 1979 | Ladies’ Night              | — | — | — | — | US13 Platin · (45 Wo.)US | Erstveröffentlichung: 6. September 1979 Verkäufe: + 1.000.000  |
| 1980 | Celebrate!                 | — | — | — | — | US10 Platin · (44 Wo.)US | Erstveröffentlichung: 20. September 1980 Verkäufe: + 1.000.000 |
| 1981 | Something Special          | — | — | — | UK10 Gold · (20 Wo.)UK | US12 Platin · (67 Wo.)US | Erstveröffentlichung: 24. September 1981 Verkäufe: + 1.100.000 |
| 1982 | As One                     | DE25 (10 Wo.)DE | — | — | UK49 (10 Wo.)UK | US29 Gold · (24 Wo.)US | Erstveröffentlichung: 7. September 1982 Verkäufe: + 500.000    |
| 1983 | In the Heart               | DE19 (15 Wo.)DE | — | — | UK18 Silber · (23 Wo.)UK | US29 Gold · (37 Wo.)US | Erstveröffentlichung: 21. November 1983 Verkäufe: + 560.000    |
| 1984 | Emergency                  | DE26 Gold · (38 Wo.)DE | AT23 (2 Wo.)AT | CH10 (5 Wo.)CH | UK47 Silber · (25 Wo.)UK | US13 ×2Doppelplatin · (74 Wo.)US                                                                                                  | Erstveröffentlichung: 15. November 1984 Verkäufe: + 2.310.000  |
| 1986 | Forever                    | DE14 (25 Wo.)DE | — | CH13 (8 Wo.)CH | — | US25 Gold · (42 Wo.)US | Erstveröffentlichung: 3. November 1986 Verkäufe: + 650.000     |
| 1989 | Sweat                      | DE28 (14 Wo.)DE | — | CH30 (1 Wo.)CH | — | — | Erstveröffentlichung: 30. Juni 1989                            |
| 1992 | Unite                      | DE94 (3 Wo.)DE | — | — | — | — | Erstveröffentlichung: 22. November 1992                        |
| 1996 | State of Affairs           | — | — | — | — | — | Erstveröffentlichung: 3. Juli 1996 feat. J.T. Taylor           |
| 2001 | Gangland                   | — | — | — | — | — | Erstveröffentlichung: 28. August 2001                          |
| 2004 | The Hits: Reloaded         | DE26 (14 Wo.)DE | — | CH19 (10 Wo.)CH | UK56 (1 Wo.)UK | — | Erstveröffentlichung: 5. Oktober 2004                          |
| 2007 | Still Kool                 | — | — | — | — | — | Erstveröffentlichung: 10. Juli 2007 Verkäufe: + 200.000        |
| 2021 | Perfect Union              | — | — | CH47 (1 Wo.)CH | — | — | Erstveröffentlichung: 20. August 2021                          |
| 2023 | People Just Wanna Have Fun | — | — | — | — | — | Erstveröffentlichung: 14. Juli 2023                            |

grau schraffiert: keine Chartdaten aus diesem Jahr verfügbar

### Livealben
| Jahr | Titel                   | Höchstplatzierung, Gesamtwochen, AuszeichnungChartplatzierungen (Jahr, Titel, Platzierungen, Wochen, Auszeichnungen, Anmerkungen) | Höchstplatzierung, Gesamtwochen, AuszeichnungChartplatzierungen (Jahr, Titel, Platzierungen, Wochen, Auszeichnungen, Anmerkungen) | Höchstplatzierung, Gesamtwochen, AuszeichnungChartplatzierungen (Jahr, Titel, Platzierungen, Wochen, Auszeichnungen, Anmerkungen) | Höchstplatzierung, Gesamtwochen, AuszeichnungChartplatzierungen (Jahr, Titel, Platzierungen, Wochen, Auszeichnungen, Anmerkungen) | Höchstplatzierung, Gesamtwochen, AuszeichnungChartplatzierungen (Jahr, Titel, Platzierungen, Wochen, Auszeichnungen, Anmerkungen) | Anmerkungen                         |
| Jahr | Titel                   | DE | AT | CH | UK | US | Anmerkungen                         |
| ---- | ----------------------- | --- | --- | --- | --- | --- | ----------------------------------- |
| 1971 | Live at the Sex Machine | — | — | — | — | US122 (19 Wo.)US | Erstveröffentlichung: Januar 1971   |
| 1971 | Live at PJ’s            | — | — | — | — | US171 (7 Wo.)US | Erstveröffentlichung: Dezember 1971 |

grau schraffiert: keine Chartdaten aus diesem Jahr verfügbar
Weitere Livealben
- 2001: Live
- 2007: Live from Chicago
- 2009: Live at Montreux 2009
- 2010: The Very Best of – Live in Concert
- 2010: At the BBC

### Kompilationen
| Jahr | Titel                                              | Höchstplatzierung, Gesamtwochen, AuszeichnungChartplatzierungen (Jahr, Titel, Platzierungen, Wochen, Auszeichnungen, Anmerkungen) | Höchstplatzierung, Gesamtwochen, AuszeichnungChartplatzierungen (Jahr, Titel, Platzierungen, Wochen, Auszeichnungen, Anmerkungen) | Höchstplatzierung, Gesamtwochen, AuszeichnungChartplatzierungen (Jahr, Titel, Platzierungen, Wochen, Auszeichnungen, Anmerkungen) | Höchstplatzierung, Gesamtwochen, AuszeichnungChartplatzierungen (Jahr, Titel, Platzierungen, Wochen, Auszeichnungen, Anmerkungen) | Höchstplatzierung, Gesamtwochen, AuszeichnungChartplatzierungen (Jahr, Titel, Platzierungen, Wochen, Auszeichnungen, Anmerkungen) | Anmerkungen                                                |
| Jahr | Titel                                              | DE | AT | CH | UK | US | Anmerkungen                                                |
| ---- | -------------------------------------------------- | --- | --- | --- | --- | --- | ---------------------------------------------------------- |
| 1971 | The Best of Kool and the Gang                      | — | — | — | — | US157 (8 Wo.)US | Erstveröffentlichung: 1971 Verkäufe: + 100.000             |
| 1973 | Kool Jazz                                          | — | — | — | — | US187 (4 Wo.)US | Erstveröffentlichung: 1973                                 |
| 1975 | Kool & the Gang Greatest Hits!                     | — | — | — | — | US81 (23 Wo.)US | Erstveröffentlichung: 1975                                 |
| 1983 | Twice as Kool (The Hits of Kool & the Gang)        | — | — | — | UK4 Gold · (23 Wo.)UK | — | Erstveröffentlichung: 25. April 1983 Verkäufe: + 100.000   |
| 1988 | Everything’s Kool & the Gang: Greatest Hits & More | DE17 (10 Wo.)DE | — | CH26 (1 Wo.)CH | — | US109 (11 Wo.)US | Erstveröffentlichung: 25. Juli 1988                        |
| 1988 | The Singles Collection                             | — | — | — | UK28 Gold + Silber (1993) · (13 Wo.)UK                                                                                            | — | Erstveröffentlichung: 31. Oktober 1988 Verkäufe: + 160.000 |
| 1990 | Kool Love                                          | — | — | — | UK50 (1 Wo.)UK | — | Erstveröffentlichung: 15. Oktober 1990                     |

grau schraffiert: keine Chartdaten aus diesem Jahr verfügbar
Weitere Kompilationen
- 1978: Spin Their Top Hits
- 1982: Kool Kuts
- 1983: At Their Best
- 1990: The Dance Collection (Verkäufe: + 100.000)
- 1990: The Ballad Collection
- 1991: Great & Remixed ’91
- 1994: Anthology (Verkäufe: + 200.000)
- 1993: The Best of Kool & The Gang (1969–1976)
- 1994: Celebration: The Best of Kool & The Gang (1979–1987) (Verkäufe: + 150.000; UK: Gold)
- 1995: Collection
- 1997: Master Series[2]
- 1999: The Very Best of Kool & the Gang
- 2000: Get Down on It – The Very Best of
- 2009: Icons[3]

### Weihnachtsalben
- 2013: Kool for the Holidays

## Singles

### Als Leadmusiker
| Jahr | Titel Album                                                       | Höchstplatzierung, Gesamtwochen, AuszeichnungChartplatzierungen (Jahr, Titel, Album, Platzierungen, Wochen, Auszeichnungen, Anmerkungen) | Höchstplatzierung, Gesamtwochen, AuszeichnungChartplatzierungen (Jahr, Titel, Album, Platzierungen, Wochen, Auszeichnungen, Anmerkungen) | Höchstplatzierung, Gesamtwochen, AuszeichnungChartplatzierungen (Jahr, Titel, Album, Platzierungen, Wochen, Auszeichnungen, Anmerkungen) | Höchstplatzierung, Gesamtwochen, AuszeichnungChartplatzierungen (Jahr, Titel, Album, Platzierungen, Wochen, Auszeichnungen, Anmerkungen) | Höchstplatzierung, Gesamtwochen, AuszeichnungChartplatzierungen (Jahr, Titel, Album, Platzierungen, Wochen, Auszeichnungen, Anmerkungen) | Anmerkungen                                                          |
| Jahr | Titel Album                                                       | DE | AT | CH | UK | US | Anmerkungen                                                          |
| ---- | ----------------------------------------------------------------- | --- | --- | --- | --- | --- | -------------------------------------------------------------------- |
| 1969 | Kool & the Gang Kool and the Gang                                 | — | — | — | — | US59 (12 Wo.)US | Erstveröffentlichung: Juni 1969                                      |
| 1969 | The Gang’s Back Again Kool and the Gang                           | — | — | — | — | US85 (3 Wo.)US | Erstveröffentlichung: Oktober 1969                                   |
| 1970 | Let the Music Take Your Mind Kool and the Gang                    | — | — | — | — | US78 (6 Wo.)US | Erstveröffentlichung: März 1970                                      |
| 1970 | Funky Man Kool and the Gang                                       | — | — | — | — | US87 (4 Wo.)US | Erstveröffentlichung: September 1970                                 |
| 1973 | Funky Stuff Wild and Peaceful                                     | — | — | — | — | US29 (12 Wo.)US | Erstveröffentlichung: Juli 1973                                      |
| 1973 | Jungle Boogie Wild and Peaceful                                   | DE45 (1 Wo.)DE | — | — | — | US4 Platin · (22 Wo.)US | Erstveröffentlichung: Oktober 1973 Verkäufe: + 1.000.000             |
| 1974 | Hollywood Swinging Wild and Peaceful                              | — | — | — | — | US6 Gold · (19 Wo.)US | Erstveröffentlichung: Februar 1974 Verkäufe: + 500.000               |
| 1974 | Higher Plane Light of Worlds                                      | — | — | — | — | US37 (8 Wo.)US | Erstveröffentlichung: Juli 1974                                      |
| 1974 | Rhyme Tyme People Light of Worlds                                 | — | — | — | — | US63 (8 Wo.)US | Erstveröffentlichung: Dezember 1974                                  |
| 1975 | Spirit of the Boogie                                              | — | — | — | — | US35 (17 Wo.)US | Erstveröffentlichung: März 1975 · B-Seite: Summer Madness (US: Gold) |
| 1975 | Caribbean Festival Spirit of the Boogie                           | — | — | — | — | US55 (7 Wo.)US | Erstveröffentlichung: Oktober 1975                                   |
| 1976 | Love and Understanding (Come Together) Love & Understanding       | — | — | — | — | US77 (8 Wo.)US | Erstveröffentlichung: Februar 1976                                   |
| 1976 | Open Sesame                                                       | — | — | — | — | US55 (13 Wo.)US | Erstveröffentlichung: Oktober 1976                                   |
| 1979 | Ladies Night Ladies’ Night                                        | DE18 (18 Wo.)DE | AT18 (2 Wo.)AT | CH7 (6 Wo.)CH | UK9 (12 Wo.)UK | US8 Gold · (24 Wo.)US | Erstveröffentlichung: August 1979 Verkäufe: + 500.000                |
| 1979 | Too Hot Ladies’ Night                                             | — | — | — | UK23 (8 Wo.)UK | US5 Gold · (18 Wo.)US | Erstveröffentlichung: Dezember 1979 Verkäufe: + 500.000              |
| 1980 | Hangin’ Out Ladies’ Night                                         | DE53 (5 Wo.)DE | — | — | UK52 (4 Wo.)UK | US103 (3 Wo.)US | Erstveröffentlichung: 30. Juni 1980                                  |
| 1980 | Celebration Celebrate!                                            | DE17 (25 Wo.)DE | — | CH6 (7 Wo.)CH | UK7 Gold · (13 Wo.)UK | US1 ×3Dreifachplatin · (30 Wo.)US | Erstveröffentlichung: Oktober 1980 Verkäufe: + 3.675.000             |
| 1981 | Jones vs. Jones / Summer Madness / Funky Stuff Celebrate!         | — | — | — | UK17 (11 Wo.)UK | US39 (11 Wo.)US | Erstveröffentlichung: Februar 1981                                   |
| 1981 | Take It to the Top Celebrate!                                     | DE63 (7 Wo.)DE | — | — | UK15 (9 Wo.)UK | — | Erstveröffentlichung: 18. Mai 1981                                   |
| 1981 | Take My Heart (You Can Have It If You Want It) Something Special  | DE39 (13 Wo.)DE | — | — | UK29 (7 Wo.)UK | US17 (17 Wo.)US | Erstveröffentlichung: Oktober 1981                                   |
| 1981 | Get Down on It Something Special                                  | DE43 (8 Wo.)DE | — | — | UK3 Platin · (13 Wo.)UK | US10 Platin · (17 Wo.)US | Erstveröffentlichung: 11. Dezember 1981 Verkäufe: + 1.755.000        |
| 1982 | Steppin’ Out Something Special                                    | — | — | — | UK12 (13 Wo.)UK | US89 (2 Wo.)US | Erstveröffentlichung: Januar 1982                                    |
| 1982 | Big Fun As One                                                    | DE40 (9 Wo.)DE | — | — | UK14 (8 Wo.)UK | US21 (11 Wo.)US | Erstveröffentlichung: Juli 1982                                      |
| 1982 | Let’s Go Dancin’ (Ooh La, La, La) As One                          | DE49 (16 Wo.)DE | — | — | UK6 (10 Wo.)UK | US30 (15 Wo.)US | Erstveröffentlichung: Oktober 1982                                   |
| 1982 | Hi De Hi, Hi De Ho As One                                         | — | — | — | UK29 (8 Wo.)UK | — | Erstveröffentlichung: 22. November 1982                              |
| 1983 | Joanna In the Heart                                               | DE18 (11 Wo.)DE | — | — | UK2 Silber · (11 Wo.)UK | US2 Gold · (24 Wo.)US | Erstveröffentlichung: Oktober 1983 Verkäufe: + 700.000               |
| 1983 | Straight Ahead In the Heart                                       | — | — | — | UK15 (10 Wo.)UK | US103 (3 Wo.)US | Erstveröffentlichung: 28. November 1983                              |
| 1984 | Tonight In the Heart                                              | — | — | — | UK2 (11 Wo.)UK | US13 (18 Wo.)US | Erstveröffentlichung: Februar 1984                                   |
| 1984 | When You Say You Love Somebody (In the Heart) In the Heart        | — | — | — | UK7 (8 Wo.)UK | — | Erstveröffentlichung: 2. April 1984                                  |
| 1984 | Misled Emergency                                                  | DE46 (8 Wo.)DE | — | — | UK28 (5 Wo.)UK | US10 (24 Wo.)US | Erstveröffentlichung: November 1984                                  |
| 1985 | Fresh Emergency                                                   | DE26 (17 Wo.)DE | — | — | UK11 Silber · (12 Wo.)UK | US9 Gold · (19 Wo.)US | Erstveröffentlichung: Januar 1985 Verkäufe: + 800.000                |
| 1985 | Cherish Emergency                                                 | DE5 (22 Wo.)DE | AT3 (16 Wo.)AT | CH2 (18 Wo.)CH | UK4 Silber · (22 Wo.)UK | US2 Gold · (25 Wo.)US | Erstveröffentlichung: 29. April 1985 Verkäufe: + 700.000             |
| 1985 | Emergency                                                         | DE56 (9 Wo.)DE | — | — | UK50 (3 Wo.)UK | US18 (16 Wo.)US | Erstveröffentlichung: Oktober 1985                                   |
| 1986 | Victory Forever                                                   | DE11 (19 Wo.)DE | — | CH2 (11 Wo.)CH | UK30 (12 Wo.)UK | US10 (18 Wo.)US | Erstveröffentlichung: Oktober 1986                                   |
| 1987 | Stone Love Forever                                                | DE18 (15 Wo.)DE | — | CH22 (5 Wo.)CH | UK45 (4 Wo.)UK | US10 (18 Wo.)US | Erstveröffentlichung: Januar 1987                                    |
| 1987 | Holiday Forever                                                   | DE24 (10 Wo.)DE | — | — | — | US66 (7 Wo.)US | Erstveröffentlichung: Juni 1987                                      |
| 1987 | Special Way Forever                                               | — | — | — | — | US72 (14 Wo.)US | Erstveröffentlichung: September 1987                                 |
| 1988 | Rags to Riches Everything’s Kool & the Gang: Greatest Hits & More | DE26 (10 Wo.)DE | — | — | — | — | Erstveröffentlichung: 22. August 1988                                |
| 1988 | Strong Everything’s Kool & the Gang: Greatest Hits & More         | DE61 (5 Wo.)DE | — | — | — | — | Erstveröffentlichung: 5. Dezember 1988                               |
| 1988 | Celebration (S.A.W. Remix) –                                      | DE40 (12 Wo.)DE | — | — | UK56 (5 Wo.)UK | — | Erstveröffentlichung: 19. Dezember 1988                              |
| 1989 | Raindrops Sweat                                                   | DE42 (12 Wo.)DE | — | — | — | — | Erstveröffentlichung: 3. Juli 1989                                   |
| 2000 | Get Down on It (Eiffel 65 Remix) Get Down on It: The Very Best of | — | — | CH98 (1 Wo.)CH | — | — | Erstveröffentlichung: 18. Juni 2000                                  |

Weitere Singles
- 1969: Raw Hamburger
- 1976: L-O-V-E
- 1977: Super Band
- 1996: In the Hood (feat. J.T. Taylor)
- 2004: Fresh (Remix) (feat. Liberty X)
- 2004: Ladies Night (feat. Spanner Banner & Sean Paul)
- 2005: No Show (feat. BLACKstreet)
- 2006: Step into Love
- 2010: Miss Lead (feat. Towanna)
- 2016: Sexy (Where’d You Get Yours)
- 2021: Pursuit of Happiness (Rap Version)

### Als Gastmusiker
| Jahr | Titel Album                                      | Höchstplatzierung, Gesamtwochen, AuszeichnungChartplatzierungen (Jahr, Titel, Album, Platzierungen, Wochen, Auszeichnungen, Anmerkungen) | Höchstplatzierung, Gesamtwochen, AuszeichnungChartplatzierungen (Jahr, Titel, Album, Platzierungen, Wochen, Auszeichnungen, Anmerkungen) | Höchstplatzierung, Gesamtwochen, AuszeichnungChartplatzierungen (Jahr, Titel, Album, Platzierungen, Wochen, Auszeichnungen, Anmerkungen) | Höchstplatzierung, Gesamtwochen, AuszeichnungChartplatzierungen (Jahr, Titel, Album, Platzierungen, Wochen, Auszeichnungen, Anmerkungen) | Höchstplatzierung, Gesamtwochen, AuszeichnungChartplatzierungen (Jahr, Titel, Album, Platzierungen, Wochen, Auszeichnungen, Anmerkungen) | Anmerkungen                                                                 |
| Jahr | Titel Album                                      | DE | AT | CH | UK | US | Anmerkungen                                                                 |
| ---- | ------------------------------------------------ | --- | --- | --- | --- | --- | --------------------------------------------------------------------------- |
| 2003 | Ladies Night Ladies Night • The Hits: Reloaded   | DE33 (7 Wo.)DE | AT32 (7 Wo.)AT | CH38 (5 Wo.)CH | UK8 (11 Wo.)UK | — | Erstveröffentlichung: 15. Dezember 2003 Atomic Kitten feat. Kool & the Gang |
| 2004 | Get Down on It Best of Blue • The Hits: Reloaded | DE29 (9 Wo.)DE | AT41 (5 Wo.)AT | CH35 (7 Wo.)CH | — | — | Erstveröffentlichung: 8. Juni 2004 Blue feat. Kool & the Gang & Lil’ Kim    |

## Videoalben
- 1987: Decade
- 1991: Tonight!
- 2001: Live from House of Blues
- 2004: 20th Century Masters – The DVD Collection: The Best of Kool & the Gang
- 2005: Get Down on It
- 2005: Live
- 2007: Live from Chicago
- 2007: Essential Videos
- 2007: Videology
- 2007: Gold: The Videos
- 2008: 40th Anniversary

## Boxsets
- 2009: Gangthology
- 2010: 2 for 1: Ladies Night + Good Times
- 2022: The Albums Vol. 1 (1970-1978)
- 2022: The Albums Vol. 2 (1979-1989)

## Sonderveröffentlichungen
| Jahr | Titel Musiklabel                       | Anmerkungen                                                                               |
| ---- | -------------------------------------- | ----------------------------------------------------------------------------------------- |
| 1993 | The Best of Kool & The Gang: 1969–1976 | Erstveröffentlichung: 1993 Teile der Reihe Funk Essentials                                |
| 2000 | The Best of Kool & the Gang            | Erstveröffentlichung: 2000 Teile der Reihe 20th Century Masters The Millennium Collection |
| 2001 | 25 Dance Tracks                        | Erstveröffentlichung: 2001 Teile der Reihe Excellence De Luxe                             |
| 2005 | Live                                   | Erstveröffentlichung: 2005 Teile der Reihe Golden Legends                                 |
| 2007 | Number 1’s                             | Erstveröffentlichung: 28. August 2007 Teile der Reihe Number 1’s                          |
| 2007 | Colour Collection                      | Erstveröffentlichung: Oktober 2007 Teile der Reihe Colour Collection                      |

## Statistik

### Chartauswertung
|                     | DE    | AT    | CH    | UK    | US     |
| ------------------- | ----- | ----- | ----- | ----- | ------ |
| Nummer-eins-Alben   | DE—DE | AT—AT | CH—CH | UK—UK | US—US  |
| Top-10-Alben        | DE—DE | AT—AT | CH1CH | UK2UK | US1US  |
| Alben in den Charts | DE8DE | AT1AT | CH6CH | UK8UK | US20US |

|                       | DE     | AT    | CH    | UK     | US     |
| --------------------- | ------ | ----- | ----- | ------ | ------ |
| Nummer-eins-Singles   | DE—DE  | AT—AT | CH—CH | UK—UK  | US1US  |
| Top-10-Singles        | DE1DE  | AT1AT | CH4CH | UK8UK  | US12US |
| Singles in den Charts | DE23DE | AT4AT | CH8CH | UK23UK | US32US |

### Auszeichnungen für Musikverkäufe
| Goldene Schallplatte - Dänemark - 2021: für die Single Celebration - 2023: für die Single Get Down on It - Frankreich - 1987: für das Album Forever - 1989: für das Album Best of - 1990: für das Album The Dance Collection - 2023: für das Album Celebration: The Best of Kool & The Gang (1979–1987) - Italien - 2024: für die Single Get Down on It - 2024: für die Single Celebration - Kanada - 1980: für die Single Ladies Night - 1981: für das Album Celebrate - 1985: für die Single Fresh - 1987: für das Album Forever | 2× Goldene Schallplatte - Frankreich - 1994: für das Album Anthology Platin-Schallplatte - Frankreich - 2008: für das Album Still Kool - Kanada - 1981: für die Single Celebration - 1985: für das Album Emergency - 1985: für die Single Cherish - Neuseeland - 2022: für die Single Celebration 2× Platin-Schallplatte - Neuseeland - 2025: für die Single Get Down on It |

Anmerkung: Auszeichnungen in Ländern aus den Charttabellen bzw. Chartboxen sind in ebendiesen zu finden.
| Land/RegionAuszeichnungen für Musikverkäufe (Land/Region, Auszeichnungen, Verkäufe, Quellen) | Silber     | Gold       | Platin       | Verkäufe   | Quellen                     |
| -------------------------------------------------------------------------------------------- | ---------- | ---------- | ------------ | ---------- | --------------------------- |
| Dänemark (IFPI)                                                                              | —          | 2× Gold2   | —            | 90.000     | ifpi.dk                     |
| Deutschland (BVMI)                                                                           | —          | Gold1      | —            | 250.000    | musikindustrie.de           |
| Frankreich (SNEP)                                                                            | —          | 6× Gold6   | Platin1      | 750.000    | infodisc.fr snepmusique.com |
| Italien (FIMI)                                                                               | —          | 2× Gold2   | —            | 100.000    | fimi.it                     |
| Kanada (MC)                                                                                  | —          | 4× Gold4   | 3× Platin3   | 575.000    | musiccanada.com             |
| Neuseeland (RMNZ)                                                                            | —          | —          | 3× Platin3   | 90.000     | radioscope.co.nz            |
| Vereinigte Staaten (RIAA)                                                                    | —          | 12× Gold12 | 10× Platin10 | 18.500.000 | riaa.com                    |
| Vereinigtes Königreich (BPI)                                                                 | 6× Silber6 | 5× Gold5   | Platin1      | 2.180.000  | bpi.co.uk                   |
| Insgesamt                                                                                    | 6× Silber6 | 32× Gold32 | 18× Platin18 |            |                             |